# Capitán América (película)
Capitán América es una película de acción estadounidense de bajo presupuesto de 1990 basada en el popular superhéroe de Marvel Comics del mismo nombre. Aunque la película tiene algunas diferencias con la historia del cómic, el protagonista es Steven Rogers siendo el Capitán América durante la Segunda Guerra Mundial, luchando contra Cráneo Rojo y tratando de salvar al Presidente de los Estados Unidos.
El rodaje fue completado en 1990, pero al hacer una previsualización de la película, hubo polémica con la forma en la que terminaba, por lo que el final fue cambiado, y el estrenó se retrasó un año, hasta 1991.

## Trama
En la Italia fascista de 1936, el gobierno secuestra a un niño y mata a su familia. El niño es necesitado para un proyecto experimental para crear un fascista supersoldado. La Dra. Vaselli (Carla Cassola) se niega a utilizar al niño, y, cubriéndose de los disparos, huye a los Estados Unidos para ofrecer sus servicios a los estadounidenses.
Siete años más tarde, el gobierno estadounidense encuentra un voluntario en Steve Rogers, un leal a todos los estadounidenses que es excluido del proyecto a causa de su polio. La fórmula exitosamente transforma a Rogers en un superhéroe, pero antes de que más súper soldados puedan ser creados utilizando la fórmula que ella tiene en su cabeza, la Dra. Vaselli es asesinada por un espía nazi. Mientras tanto, el niño italiano se ha convertido en el Cráneo Rojo y está planeando lanzar un misil contra la Casa Blanca. Rogers, con el nombre en código Capitán América, es enviado a derrotar al Cráneo Rojo y desactivar el misil.
Rogers logra penetrar en el complejo de lanzamiento, pero después de una batalla inicial, el Cráneo Rojo derrota al Capitán América y lo ata al misil, ya que está a punto de lanzarlo. El Capitán América es capaz de agarrar un hombro del Cráneo Rojo, obligándolo a cortar su propia mano para evitar ser lanzado a la destrucción, junto con su "hermano americano". Mientras que el misil pasa sobre Washington D. C., un joven llamado Thomas Kimball toma una fotografía y ve cómo el Capitán América obliga al misil a cambiar de rumbo y aterrizar en algún lugar de Alaska, donde permanece congelado hasta 1990.
Kimball pasa a convertirse en un político honesto y héroe de la Guerra de Vietnam hasta ser elegido el Presidente de los Estados Unidos de América. En 1993, un año después de su mandato, está presionando para que se lleve a cabo la legislación pro-ambientalista que está enfureciendo al complejo industrial-militar, quienes tienen una reunión secreta en Italia dirigida por Cráneo Rojo. Después de la guerra, Cráneo Rojo tuvo una amplia cirugía plástica en un intento parcial de éxito para alterar sus rasgos desfigurados, crio una hija, y se convirtió en el líder de una poderosa familia del crimen. En la década de 1960, este complejo militar-industrial estadounidense contrató al Cráneo Rojo y sus matones para asesinar a varios estadounidenses que estaban en contra de su militarismo y el fascismo del Cráneo Rojo, como el Dr. Martin Luther King, el presidente John F. Kennedy y Robert Kennedy. Ahora, el Cráneo Rojo se dirige al presidente Kimball para asesinarlo.
El cuerpo congelado del Capitán América es encontrado en Alaska por investigadores, y se despierta pensando que todavía es la década de 1940. Después de luchar contra algunos de los matones del Cráneo Rojo, encuentrd a Sam Kolawetz (Ned Beatty), un periodista y amigo de la infancia del presidente Kimball, y pide aventón para regresar con su novia durante la guerra, Bernice (Kim Gillingham), en California. Mientras Bernice todavía vive en su antigua residencia, ella hace mucho tiempo se casó y crio a su propia hija, Sharon, que posteriormente le da a Rogers una serie de cintas en VHS de historia para que pueda ponerse al día sobre lo que sucedió mientras se encontraba congelado en el hielo. Mientras tanto, los matones del Cráneo Rojo, dirigidos por su hija, entran en la casa de Bernice y la matan. También causan que su marido tenga un ataque al corazón en sus esfuerzos por encontrar donde se esconde el Capitán América.
Rogers y Sharon visitan la base secreta subterránea donde Rogers obtuvo sus superpoderes con la esperanza de que el diario de la Dra. Vaselli todavía está allí y este contiene el nombre original del Cráneo Rojo. Aunque Rogers y Sharon encuentran el diario, los matones del Cráneo Rojo tratan de agarrarlo. Rogers y Sharon juran venganza, así como el rescate del recién secuestrado presidente. Ellos viajan a Italia y localizan la casa del Cráneo Rojo y una vieja grabación del asesinato de sus padres. Sharon se compromete a ser secuestrada para que Steve Rogers, que una vez más se pone su traje, entre en el castillo del Cráneo Rojo.
En medio de la batalla, el Cráneo Rojo saca un interruptor a distancia de un artefacto explosivo, pero el Capitán América usa la grabación de Sharon del asesinato de la familia del Cráneo Rojo para distraerlo. Mientras que el Cráneo Rojo se pierde en sus pensamientos, el Capitán América usa su escudo para tirar al Cráneo Rojo por un precipicio antes de que la bomba pueda estallar. Cuando la hija del Cráneo Rojo se prepara para matar al Capitán América, ella luego es decapitada por detrás por su escudo que regresa.
Los Marines de los Estados Unidos aparecen para salvar al Presidente y arrestar a los estadounidenses involucrados en el secuestro. Los créditos pasan una imagen del cómic del Capitán América en el fondo y un pedido para apoyar a la Ley de Protección Ambiental de 1990 de Estados Unidos.

## Reparto
| Actor              | Personaje                | Doblaje           |
| ------------------ | ------------------------ | ----------------- |
| Matt Salinger      | Capitán América          | Israel Magaña     |
| Ronny Cox          | Presidente Tom Kimball   | Bardo Miranda     |
| Scott Paulin       | Cráneo Rojo              | Carlos Magaña     |
| Ned Beatty         | Sam Kolawetz             | Jaime Vega        |
| Darren McGavin     | General Fleming          | Gabriel Chávez    |
| Michael Nouri      | Teniente coronel Louis   | Gabriel Pingarrón |
| Kim Gillingham     | Sharon                   |                   |
| Melinda Dillon     | Sra. Rogers              |                   |
| Bill Mumy          | General Fleming de joven |                   |
| Francesca Neri     | Valentina de Santis      |                   |
| Carla Cassola      | Dra. Maria Vaselli       |                   |
| Massimilio Massimi | Joven Tadzio de Santis   |                   |
| Wayde Preston      | Jack Kirby               |                   |
| Danny Elfman       | Stan Lee                 |                   |
| Catherine Farrell  | Roz                      |                   |

## Recepción
Captain America recibió reseñas negativas de parte de la crítica y de la audiencia. En el sitio web especializado Rotten Tomatoes, la película obtuvo una aprobación del 8%, basada en 13 reseñas, con una calificación de 3.0/10, y con un consenso que dice: "Sin un guion apropiado, sin presupuesto, sin dirección y sin una estrella capaz de hacerle justicia, este Capitán América debió haberse quedado atrapado en el hielo". De parte de la audiencia tuvo una aprobación de 16%, basada en 10.672 votos, con una calificación de 2.1/5.
En 2016, el crítico Neil Calloway, de Flickering Myth, afirmó: "No es una gran película, y solo podría interesar a los fanáticos más acérrimos del universo de Marvel".
En el sitio IMDb los usuarios le dieron una calificación de 3.3/10, sobre la base de 9.555 votos. En la página web FilmAffinity tiene una calificación de 3.2/10, basada en 1.533 votos.